# Pîsarivka, Krasîliv
Pîsarivka (în ucraineană Писарівка) este un sat în comuna Zaslucine din raionul Krasîliv, regiunea Hmelnîțkîi, Ucraina.

## Demografie
Componența lingvistică a localității Pîsarivka
     Ucraineană (98,9%)
     Rusă (1,1%)
Conform recensământului din 2001, majoritatea populației localității Pîsarivka era vorbitoare de ucraineană (98,9%), existând în minoritate și vorbitori de rusă (1,1%).